# Tiszajenő
Tiszajenő je vas na Madžarskem, ki upravno spada pod podregijo Szolnoki Županije Jász-Nagykun-Szolnok.